# Double programme
Ne doit pas être confondu avec le Programme double (ou double header en anglais) , terme sportif.

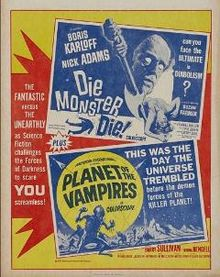
Affiche pour une séance double de Die Monster Die! et Planet of the Vampires.

Le double programme ou séance double (double feature en anglais) ou la double affiche (double bill en anglais) est une pratique qui consiste, pour un exploitant de salle de cinéma, à choisir de projeter deux films d'affilée au cours d'une même séance pour le prix d'un seul billet. Elle supplante une pratique plus ancienne, disparue avec l'essor de la télévision grand public, et qui consistait à projeter un long métrage principal, précédé de différentes productions de plus courte durée, telles que des courts métrages ou des actualités cinématographiques. Cette méthode a été beaucoup utilisée sur les westerns et a donné le nom aux films de série B, films projeté en première partie d'un double programme.
Andrew Epstein du Los Angeles Times donne l'exemple des studios Disney qui au début des années 1980 sortent plusieurs films en double programme dont Amy couplé avec une ressortie d'Alice au pays des merveilles (1951), Condorman avec Les Aristochats (1970), Le Dernier Vol de l'arche de Noé avec Les 101 Dalmatiens (1961) et la seconde sortie des Yeux de la forêt avec Max et le Diable.

## Culture populaire
- En 1975, la première chanson du film The Rocky Horror Picture Show s'intitule Science Fiction/Double Feature.
- Les réalisateurs américains Quentin Tarantino et Robert Rodriguez y rendent hommage avec Grindhouse (2007).